# Herman Zetterberg

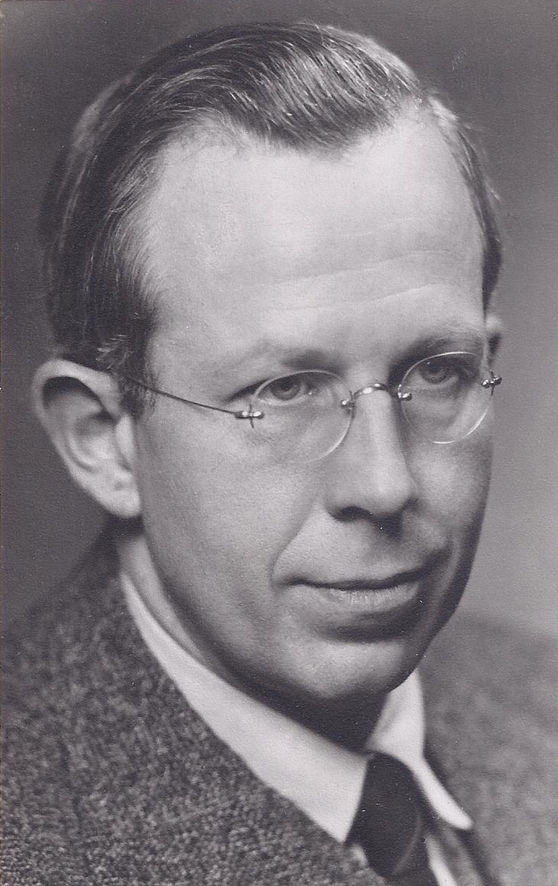
HermanZetterberg (1943)

Herman Zetterberg (* 1. Juli 1904 in Gustafsberg, Uddevalla, Göteborgs och Bohus län; † 18. März 1963 in Stockholm) war ein schwedischer Politiker der Schwedischen Sozialdemokratischen Arbeiterpartei SAP (Sveriges socialdemokratiska arbetareparti) und Richter, der unter anderem in der Regierung Hansson IV, der Regierung Erlander I sowie in der Regierung Erlander II von 1945 bis 1957 Justizminister (Statsråd och Justitieminister). 1957 musste er als Justizminister wegen der Selling-Affäre zurücktreten, war aber daraufhin von 1957 bis zu seinem Tode 1963 Präsident des Svea hovrätt, des Appellationsgerichts von Stockholm.

## Leben
Herman Zetterberg war der Sohn von Hugo Zetterberg (1863–1931), der als Hovrättsråd Richter am Appellationsgericht (Göta hovrätt) in Jönköping war, und Alma Rehnberg. Er begann nach dem Abitur (Studentexamen) ein Studium der Rechtswissenschaften an der Universität Uppsala, welches er 1928 als Juris kandidat beendete. Er wurde 1931 zeitweiliger Fiskal beim Svea hovrätt, dem Appellationsgericht von Stockholm, und dort 1934 stellvertretendes Mitglied. In den folgenden Jahren arbeitete er als Mitglied und Sachkundiger in mehreren Untersuchungskommissionen mit wie beispielsweise 1934 zum Trunkenheitsgesetz, zwischen 1935 und 1936 in der Bevölkerungskommission und zur Kinderstiftung sowie von 1936 bis 1937 zu Sozialwohnungen. 1936 wurde er Assessor und war zwischen 1939 und 1945 Mitglied der Urheberrechtskommission sowie 1941 abermals einer Bevölkerungskommission. 1942 wurde er als Hovrättsråd zum Richter an das Svea hovrätt, das Appellationsgericht von Stockholm, berufen und war zugleich zwischen 1942 und 1943 kommissarischer Leiter des Büros für Rechtsangelegenheiten des Justizministeriums (Justitiedepartementet). Daneben war er von 1942 bis 1945 Sachkundiger für den Staatlichen Wohnungsbaurat (Statens hyresråd) sowie zwischen 1944 und 1947 Mitglied des Lagberedningen, ein 1902 vom König ernanntes Komitee zur Ausarbeitung umfassenderer Gesetzesentwürfe.

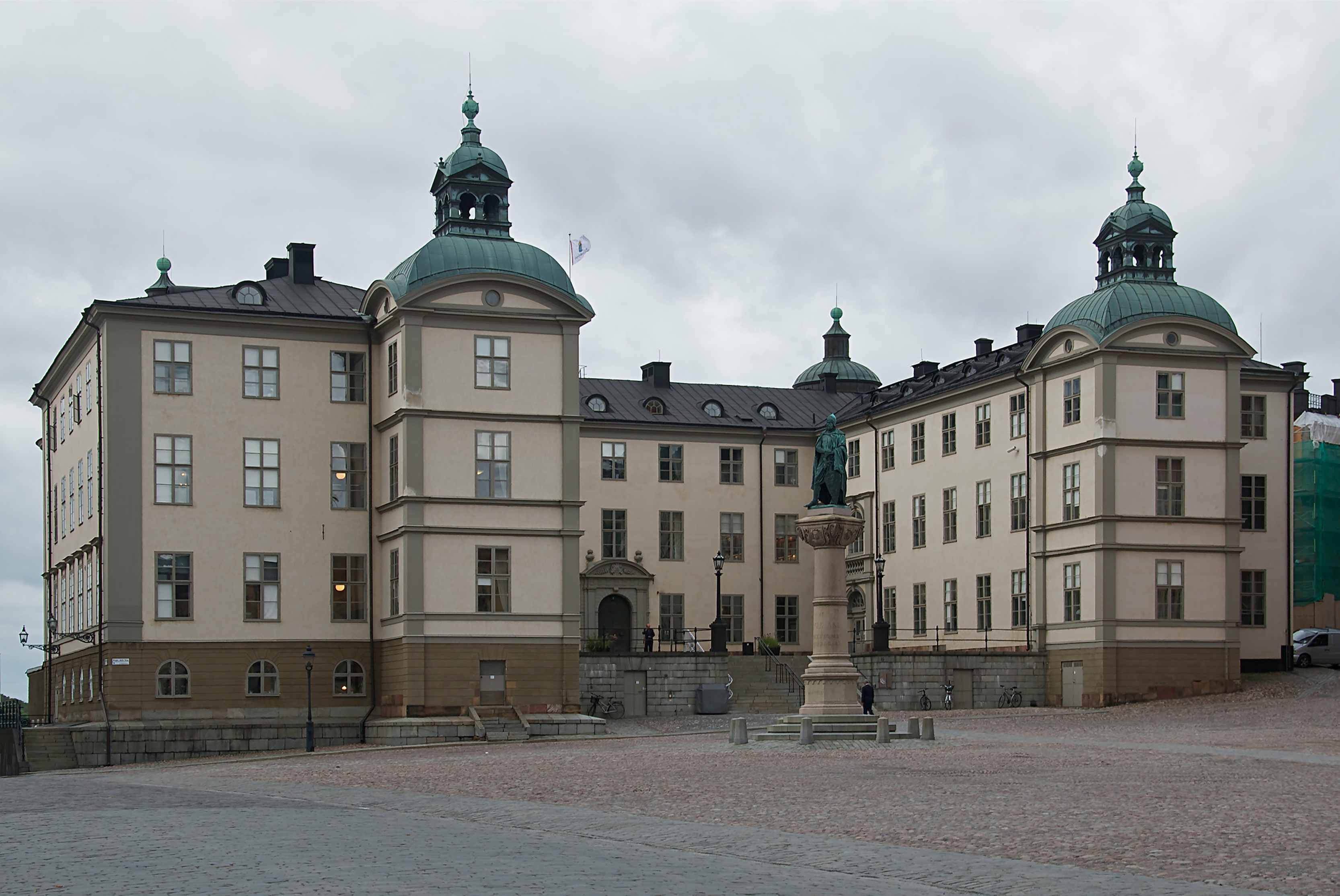
Zetterberg war von 1957 bis zu seinem Tode 1963 Präsident des Svea hovrätt, des Appellationsgerichts von Stockholm, im Wrangelschen Palais.

Am 31. Juli 1945 übernahm Zetterberg in der Regierung Hansson IV das Amt als Justizminister (Statsråd och Justitieminister) und bekleidete dieses vom 11. Oktober 1946 bis zum 1. Oktober 1951 auch in der Regierung Erlander I sowie zwischen dem 1. Oktober 1951 und dem 1. Oktober 1957 in der Regierung Erlander II. Daneben engagierte er sich seit 1946 als Vorsitzender der Vereinigung für schwedische Kulturgeschichte (Föreningen för Svensk Kulturhistoria) und seit 1948 als Mitglied des schwedischen Vorstands für die nordischen Rechtstreffen. Am 1. Oktober 1957 musste er als Justizminister wegen der „Selling-Affäre“ zurücktreten, woraufhin der bisherige stellvertretende Justizminister Ingvar Lindell dieses Amt bis zur Bildung der Regierung Erlander III am 31. Oktober 1957 zunächst kommissarisch übernahm und daraufhin neuer Justizminister wurde. In der Selling-Affäre ging es darum, dass das Naturhistorische Reichsmuseum (Naturhistoriska riksmuseet) in Stockholm versucht haben soll, den Botaniker Olof Selling mit Hilfe eines Psychiaters für geisteskrank zu erklären, um ihm die Leitung der paläobotanischen Abteilung des Museums entziehen zu können. An der Affäre war auch der Chefredakteur der Tageszeitung Dagens Nyheter, Herbert Tingsten, beteiligt. 1958 wurde Selling wegen Dienstvergehen und Beleidigung verurteilt.
Nach seinem Ausscheiden aus der Regierung übernahm Herman Zetterberg 1957 von Harry Guldberg das Amt als Präsident des Svea hovrätt und hatte dieses bis zu seinem Tode am 18. März 1963 inne, woraufhin Sture Petrén seine Nachfolge antrat. Während dieser Zeit war er zwischen 1958 und 1963 auch Vorsitzender der Vereinigung der Obersten Richter und zeitgleich Vorsitzender des Richterverbandes.
Herman Zetterberg war zwei Mal verheiratet, und zwar von 1931 bis zu deren Tode mit Kitty Rippe (1904–1955), Tochter des niederländischen Hauptmanns J. Rippe und Nora Wittgensteiner. 1959 heiratete er in zweiter Ehe Ulrika Lyttkens (* 1922), Tochter des Schriftstellerpaars Yngve Lyttkens (1894–1974) und Alice Lyttkens, geborene Cronquist (1897–1991).

## Veröffentlichung
- Hyresregleringen, („Die Mietpreisordnung“), 1942